# NGC 5299
NGC 5299 — группа звёзд в созвездии Центавр.
Этот объект входит в число перечисленных в оригинальной редакции «Нового общего каталога».